# Кошельник, Виктор Андреевич
Виктор Андреевич Кошельник  (укр. Віктор Андрійович Кошельник; род. 1963) — бригадир горнорабочих очистного забоя обособленного подразделения «Шахта имени Ф. Э. Дзержинского» государственного предприятия «Ровенькиантрацит», Луганская область. Герой Украины (2011).

## Биография
Родился 3 февраля 1963 года в поселке Ленинском, входящем в г. Свердловск Луганской области.
Служил в рядах Советской Армии.
В 1984 году пошел работать на шахту Ленинскую, а с 1991 года работал на шахте имени Дзержинского. Попал в бригаду Василия Ивановича Трюхало, где работает до настоящего времени бригадиром горнорабочих очистного забоя обособленного подразделения «Шахта имени Ф. Э. Дзержинского» государственного предприятия «Ровенькиантрацит».
5 августа 2008 года коллектив участка № 2 под руководством бригадира В. А. Кошельника первым на Украине выполнил годовой план по добыче угля, выдав на-гора 420 тысяч тонн антрацита.
5 сентября 2009 года шахтёры участка № 2 досрочно выполнили годовой план, выдав на-гора 435 тысяч тонн угля.
23 мая 2011 года шахтёры участка № 2 первыми в предприятии «Ровенькиантрацит» и в Министерстве энергетики и угольной промышленности Украины досрочно выполнили годовое задание 2011 года по добыче угля.

## Награды и звания
- Герой Украины (с вручением ордена Державы) — за выдающийся личный вклад в развитие отечественного топливно-энергетического комплекса, достижение высоких показателей в производстве, многолетний самоотверженный труд (23.08.2011).
- Медаль «За труд и доблесть» (20 августа 2009 года)[1].
- Знак отличия Президента Украины — юбилейная медаль «20 лет независимости Украины» (19 августа 2011 года)[2]
- Награждён знаками «Шахтёрская слава» трёх степеней.